# هما خاکپاش
هما خاکپاش با نام واقعی مه‌نسا خاکپاش (زاده ۲ آذر ۱۳۳۹ در دامغان) بازیگر سینما و تلویزیون اهل ایران است.

## سینمایی
- ز مثل زندگی (۱۳۹۹)
- عشق خاموش (۱۳۹۵)
- اشک و سکوت (۱۳۹۰)
- ازدواج صورتی (۱۳۸۳)
- غزل (۱۳۸۰)
- شور عشق (۱۳۷۹)
- دنیای وارونه (۱۳۷۶)
- زندگی (۱۳۷۶)
- قاصدک (۱۳۷۵)
- عروس کاغذی (۱۳۷۴)
- مادرم گیسو (۱۳۷۴)
- مرد نامرئی (۱۳۷۴)
- یحیی (۱۳۷۴)
- روزهای خوب زندگی (۱۳۷۳)
- دره هزار فانوس (۱۳۷۲)
- چشمهایم برای تو (۱۳۷۱)
- سفر (۱۳۷۱)
- لبه تیغ (۱۳۷۱)
- پسر ایران از مادرش بی‌خبر است (۱۳۵۵)

## مجموعه تلویزیونی
| سال  | مجموعه تلویزیونی    | کارگردان                 | توضیحات                                                    |
| ۱۳۶۷ | آینه عبرت           | محسن شاه محمدی           | شبکه ۱                                                     |
| ۱۳۶۹ | آرایشگاه زیبا       | مرضیه برومند             | شبکه ۲                                                     |
| ۱۳۷۰ | تعطیلات نوروزی      | خسرو ملکان               | شبکه ۱پخش در نوروز ۷۱                                      |
| ۱۳۷۰ | این خانه دور است    | بیژن بیرنگمسعود رسام     | شبکه ۲/پخش در سال ۷۴                                       |
| ۱۳۷۱ | سیمرغ               | حسین قاسمی جامی          | شبکه ۱                                                     |
| ۱۳۷۱ | خاله سارا           | فرامرز باصری             | شبکه ۱                                                     |
| ۱۳۷۲ | روح‌الله             | محمدمهدی عسگرپور         | شبکه ۲                                                     |
| ۱۳۷۲ | ده هزار فانوس       | احمدرضا گرشاسبی          | شبکه ۲ از این مجموعه یک فیلم به همین نام در سینما اکران شد |
| ۱۳۷۲ | همسران              | بیژن بیرنگ               | شبکه دو                                                    |
| ۱۳۷۳ | هدف گم‌شده           | یوسف سیدمهدوی            | شبکه ۱                                                     |
| ۱۳۷۳ | بهاران در بهار      | غلامرضا رمضانی           | شبکه ۲/پخش در ماه رمضان                                    |
| ۱۳۷۴ | داستان یک زندگی     | کامبیز دری               | شبکه ۱                                                     |
| ۱۳۷۴ | آخرین ستاره شب      | منوچهر پوراحمد           | شبکه ۱                                                     |
| ۱۳۷۴ | مکافات عمل          | احمدرضا جغتایی           | شبکه ۱                                                     |
| ۱۳۷۵ | بازی تلخ            |                          | شبکه ۱                                                     |
| ۱۳۷۵ | ریشه در دشت خون     | حسین فرخی                | شبکه ۲                                                     |
| ۱۳۷۵ | گلستان              | محمدتقی رنجبر            | شبکه ۱                                                     |
| ۱۳۷۵ | زندگی تازه          | حسین حکمت جو             | شبکه ۲                                                     |
| ۱۳۷۵ | فریاد بی صدا        | داریوش جهانگیری          |                                                            |
| ۱۳۷۵ | تنگنا               | داریوش منتظری            |                                                            |
| ۱۳۷۵ | شب طویل عشق         | حمید صفایی               |                                                            |
| ۱۳۷۶ | مردان آنجلس         | فرج‌الله سلحشور           | شبکه ۱                                                     |
| ۱۳۷۶ | بامن بمان مادر      | علی عسگری                | شبکه ۱                                                     |
| ۱۳۷۶ | سفر سبز             | بهروز طاهری              | شبکه ۱                                                     |
| ۱۳۷۷ | پزشکان              | مسعود کرامتی             | شبکه ۳                                                     |
| ۱۳۷۷ | یک پنجره به سوی ماه | علی روئین‌تن              | شبکه ۲                                                     |
| ۱۳۷۷ | رنگ خاکستری         | علی بیابانی              | شبکه ۱                                                     |
| ۱۳۷۷ | روزهای زندگی        | سیروس مقدم               | شبکه ۳                                                     |
| ۱۳۷۸ | بوی خاک             | علی بیابانی              | شبکه ۱                                                     |
| ۱۳۷۸ | دلبر آهنی           | مهدی صباغ‌زاده            | شبکه تهران/پخش در نوروز ۷۹                                 |
| ۱۳۷۹ | نیستان              | حسین مختاری              | شبکه ۳                                                     |
| ۱۳۷۹ | سفر باران           | بهروز طاهری              | شبکه ۱                                                     |
| ۱۳۷۹ | قلب یخی             | مسعود رشیدی              | شبکه ۲                                                     |
| ۱۳۷۹ | تلخ و شیرین         | ابوالفضل امیدیان         | شبکه ۲                                                     |
| ۱۳۸۰ | پلیس جوان           | سیروس مقدم               | شبکه سه                                                    |
| ۱۳۸۰ | یادداشت‌های کودکی    | پریسا بخت آور            | شبکه تهران/پخش در ماه رمضان                                |
| ۱۳۸۰ | قسمت                | علی ملاجانی              | شبکه ۱                                                     |
| ۱۳۸۰ | خط قرمز             | قاسم جعفری               | شبکه ۳                                                     |
| ۱۳۸۱ | راز سکوت            | حسین حکمت جو             | شبکه ۲                                                     |
| ۱۳۸۱ | زنبق‌های وحشی        | بهرام کاظمی              | شبکه ۱                                                     |
| ۱۳۸۱ | سرآغاز یک باغ       | علی پاکاریان             |                                                            |
| ۱۳۸۱ | وصلتی دوباره        | حسین بلنده               | شبکه ۲                                                     |
| ۱۳۸۱ | باران عشق           | احمد امینیفریدون حسن پور | شبکه تهران                                                 |
| ۱۳۸۲ | داوطلب              | مسعود تکاور              | شبکه ۱                                                     |
| ۱۳۸۲ | روژان               | ماشاالله شاهمرادی‌زاده    | شبکه ۲                                                     |
| ۱۳۸۳ | تب سرد              | علیرضا افخمی             | شبکه ۳                                                     |
| ۱۳۸۳ | آهوی ماه نهم        | مسعود نوابی              | شبکه ۱                                                     |
| ۱۳۸۳ | آپارتمان ۱۱۰        | بهروز طاهری              | شبکه ۱                                                     |
| ۱۳۸۴ | پای پیاده           | اصغر توسلی               | شبکه تهران                                                 |
| ۱۳۸۴ | او یک فرشته بود     | علیرضا افخمی             | شبکه ۲                                                     |
| ۱۳۸۵ | نرگس                | سیروس مقدم               | شبکه ۳                                                     |
| ۱۳۸۷ | منظومه آتش          | مرتضی متولی              | شبکه ۱                                                     |
| ۱۳۸۷ | رستگاران            | سیروس مقدم               | شبکه ۳                                                     |
| ۱۳۸۸ | دفتر مشق            | کریم سربخش               | شبکه آموزش                                                 |
| ۱۳۹۲ | بچه‌های نسبتاً بد     | سیروس مقدم               | شبکه یک                                                    |
| ۱۳۹۳ | معراجی‌ها            | مسعود ده نمکی            | شبکه ۱                                                     |
| ۱۳۹۵ | پرستاران            | علیرضا افخمی             | شبکه یک                                                    |
| ۱۳۹۹ | بیگانه ای با من است | آرش معیریان              | شبکه دو                                                    |
| ۱۳۹۹ | خانه امن            | احمد معظمی               | شبکه یک                                                    |

- تله‌فیلم «همدل‌شدگان» (۱۳۹۳)
- تله‌فیلم «چقدر وقت داری؟» (۱۳۸۹–۱۳۸۸)
- تله‌فیلم «پل» (۱۳۸۷)
- تله‌فیلم داستانی «انتخاب موفق»[۵] (۱۳۹۵)